# Peewou Bestman
Pewou Bestman (ur. 7 października 1975 w Monrovii) – liberyjski piłkarz grający na pozycji bramkarza. W latach 1988–1995 grał w reprezentacji Liberii.

## Kariera klubowa
Karierę piłkarską Bestman rozpoczął w klubie Invincible Eleven z Monrovii. W 1988 roku zadebiutował w jego barwach w liberyjskiej Premier League i grał w nim niemal przez całą karierę, z wyjątkiem sezonu 2001, gdy był wypożyczony do indyjskiego FC Kochin. Wraz z Invicible Eleven dwukrotnie wywalczył mistrzostwo Liberii w latach 1997 i 1998 oraz trzykrotnie zdobył Puchar Liberii w latach 1991, 1997 i 1998.

## Kariera reprezentacyjna
W reprezentacji Liberii Bestman zadebiutował w 1988 roku. W swojej karierze dwukrotnie był powołany do kadry na Puchar Narodów Afryki: PNA 1996 i PNA 2002. Na obu był rezerwowym i nie rozegrał żadnego spotkania. W kadrze narodowej od 1988 do 1995 rozegrał 10 meczów.